# Fructueux, Augure et Euloge de Tarragone
Pour les articles homonymes, voir Fructueux et Augure (homonymie).
Saint Fructueux de Tarragone, en latin Fructuosus, ( ? - Tarraco, 21 janvier 259), a été évêque de Tarragone (épiscope) et martyr, l'un des plus anciens documentés de la péninsule Ibérique. Euloge et Augure étaient les deux diacres de l’évêque qui ont été martyrisés avec lui.

## Biographie
De la vie de Fructueux, on ne connaît que les actes de son martyre. Selon ce document, dans le contexte des persécutions antichrétiennes de l'empereur Valérien, Emilien, gouverneur de la province Tarraconaise, a ordonné l'arrestation de l’évêque Fructueux le 16 janvier 259. Avec lui, ont été faits également prisonniers ses diacres, Euloge et Augure. Le 21, ils ont été jugés et condamnés à être brûlés sur un bûcher, peine qui a été exécutée le même jour dans l’amphithéâtre. Toujours d'après les actes du procès, les trois martyrs, couronnés et en habits liturgiques, sont apparus après leur mort tant à la communauté chrétienne qu’à leurs bourreaux, pour donner des instructions pour leur enterrement. La communauté chrétienne a donné une sépulture aux corps, et on suppose que c’est à l'endroit où a été bâtie la nécropole chrétienne de Francolí, mais on n’a pas gardé de souvenir du lieu précis.[réf. nécessaire]
Un auteur anonyme, contemporain des faits, peut-être un soldat, a rédigé les actes du martyre de Fructueux et de ses compagnons. Ce document, connu comme la Passio Fructuosi, est considéré comme le premier document chrétien historique de la péninsule Ibérique, et a connu une large diffusion puisqu’il a été lu de manière publique dans les églises africaines: Saint Augustin en fait un panégyrique dans le sermon 273. Les actes sont également cités par le poète Prudence (Aurelius Prudentius Clemens) dans son Peristephanon (Couronnes du martyre), où il dédicace un hymne aux trois martyrs.[réf. nécessaire]
Dans l'arène de l'amphithéâtre de Tarragone, a été construite vers le Ve siècle une basilique wisigothique dédiée à saint Fructueux. Lors de l'invasion des Sarrasins, en 711, les restes des martyrs ont été translatés en Italie par l’évêque Prosper, à l'endroit où est bâtie l'abbaye de San Fruttuoso de Capodimonte. Plus tard, une partie des reliques a été transférée en Catalogne, à Sant Fruitós de Bages. De là, en 1372, elles ont été portées à la basilique de Manresa, dans la crypte où elles sont vénérées comme un des "corps saints" de la ville avec Agnès de Rome et Maurice d'Agaune. Par la suite, il en a été cédé une petite partie à Tarragone.[réf. nécessaire] 

Ils font partie des saints martyrs cités dans une épigraphie gravée sur une colonne romaine réutilisée dans la chapelle des Saints Martyrs de  Medina-Sidonia (province de Cadix, Andalousie) en Espagne, Selon l'inscription, des reliques de plusieurs saints, dont Augure et Euloge de Tarragone, y auraient été déposées.
L'Église en célèbre la fête le 21 janvier, le jour du martyre. Fructueux est le patron, entre autres, de Sant Fruitós de Bages, Aramunt, Boldís Sobirà (Lladorre)[réf. nécessaire], Llofriu (ca) et Músser (ca).[réf. nécessaire]
Une année jubilaire en 2008, qui coïncide avec le 1750e anniversaire des faits, a été célébrée par l'archevêché de Tarragone.[réf. nécessaire]

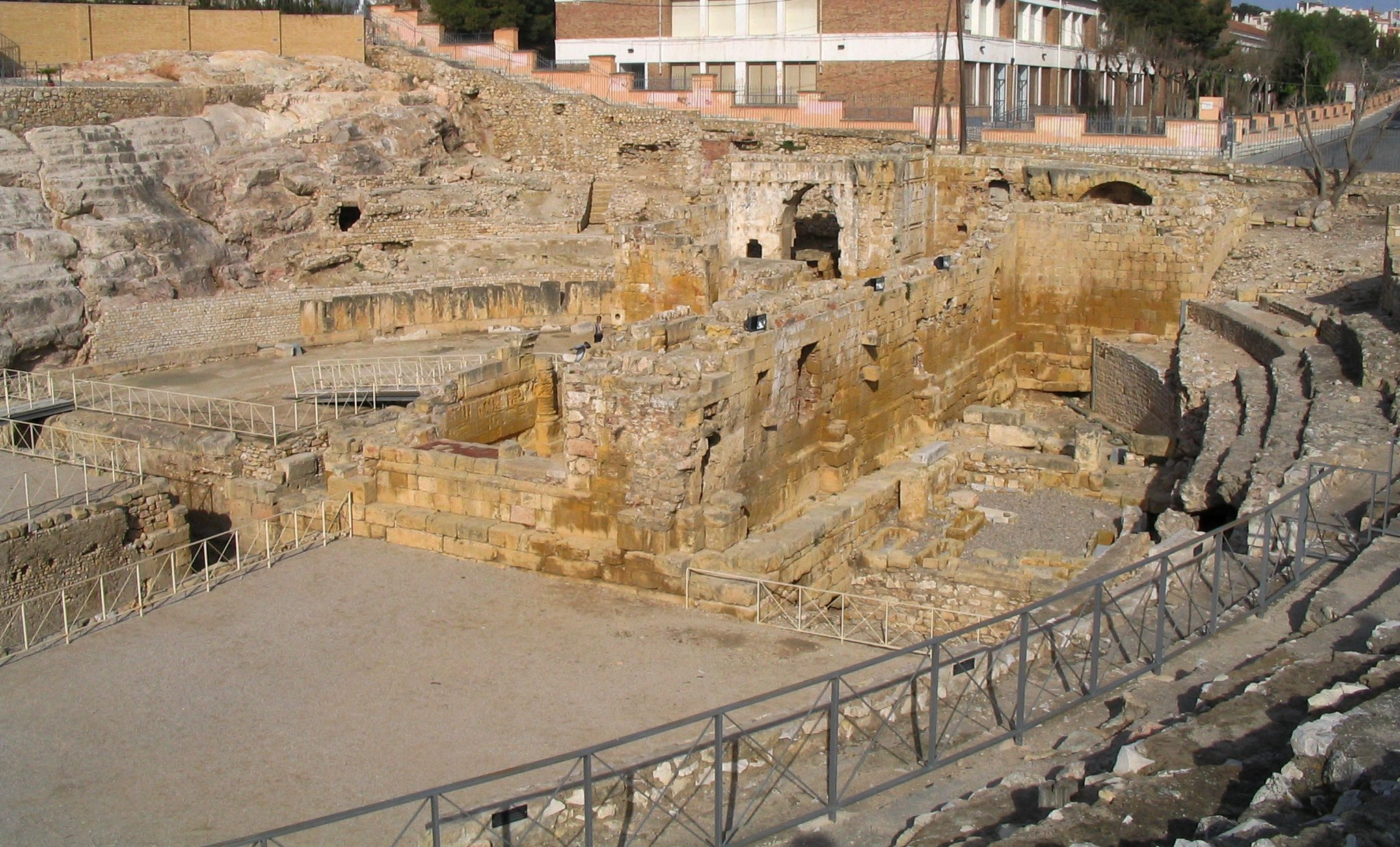
Ruines de l'église Sainte-Marie-du-Miracle de l'amphithéâtre, édifiée sur le lieu du martyre des saints.
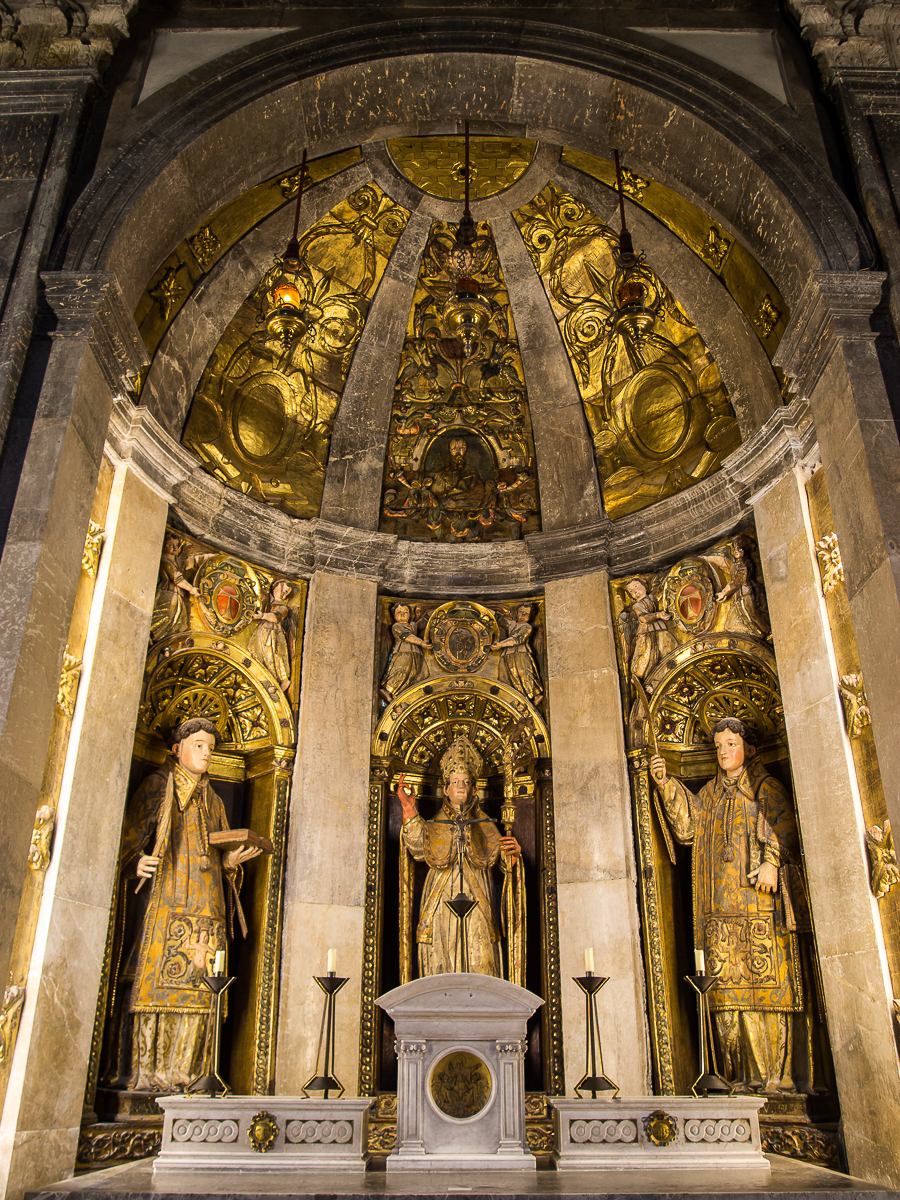
Chapelle des saints martyrs de la cathédrale de Tarragone, statues du XVIIe siècle et reliquaire avec des reliques des trois.

## Institutions tarragonaises qui portent leur nom
- Abbaye Saint-Fructueux-de-Tarragone de Camogli
- Institut Superior de Ciències Religioses Sant Fructuós
- Parroisse de Sant Fructuós
- Escola Universitària de Treball Social Sant Fructuós
- Espace Sant Fructuós
- Associació Cultural Sant Fructuós

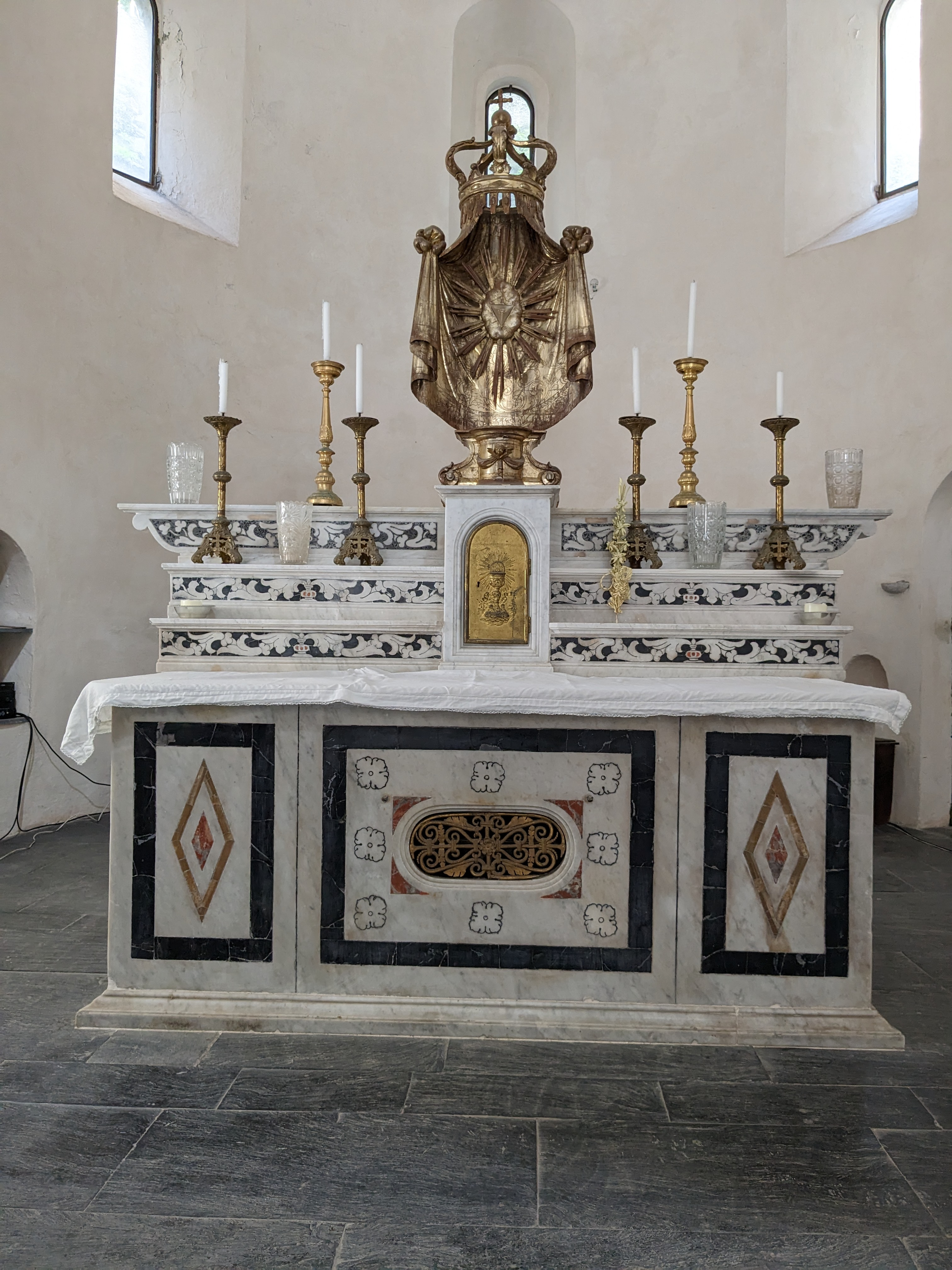
Autel de l'abbaye Saint-Fructueux-de-Tarragone de Camogli, où il y a des reliques des saints.
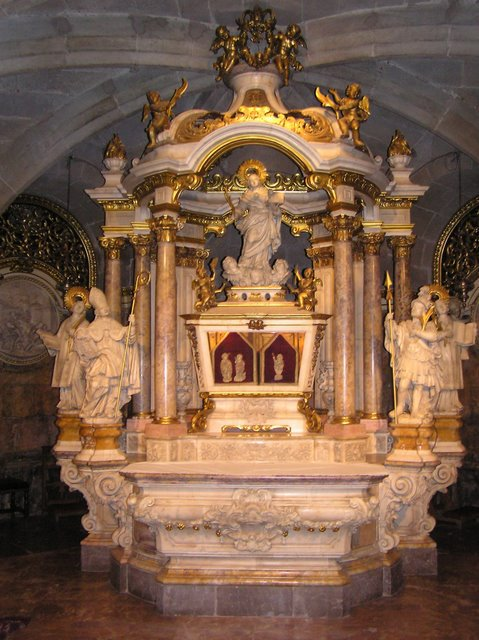
Autel des "corps saints" de la collégiale basilique de Sainte-Marie de Manresa, où était une partie des reliques du saint en 1372.

## Dévotion à Saint Fructueux
- L'abbaye Saint-Fructueux-de-Tarragone de Camogli lui rend hommage.
- La cathédrale de Tacuarembó (es) lui est dédiée.

## Dictons
- Si per Sant Fruitós fa sol, bon any, si Déu ho vol  : « Si pour la Saint Fructueux il fait soleil, on aura une bonne année, si Dieu le veut ».
- Sembra l'all per Sant Fruitós et serà ben rabiós  : « Sème l'ail pour la Saint Fructueux et il sera bien fort (rageur) ».
- Per Santa Agnès et Sant Fructuós fa le fred més rigorós  : « Pour Sainte Agnès et Saint Fructueux, il fait le froid le plus rigoureux ».

## Source
- (ca) Cet article est partiellement ou en totalité issu de l’article de Wikipédia en catalan intitulé « Fructuós, Auguri i Eulogi de Tarragona » (voir la liste des auteurs).